# Фарадејев ефекат
Фарадејев ефекат или Фарадејева ротација је скретање равни поларизације светлости под утицајем магнетног поља у магнетно-оптички активној средини. Ротација равни поларизације је пропорционална магнетној индукцији у смеру кретања светлости. Ефекат се врши у направи званој Фарадејев ротатор.
Ефекат је открио Мајкл Фарадеј 1845. године и представља први експериментални доказ за везу између светлости и магнетизма. Теоријску везу (између магнетизма и светлости) успоставио је Џејмс Клерк Максвел у 1860им и 1870тим годинама. Фарадејев ефекат се јавља у већини оптички пропусних (провидних) материјала, укључујући и течности, када се изложе деловању јаког магнетног поља.
Ефекат је најлакше разумети ако се линеарно поларизовани зрак замисли као суперпозиција лево и десно циркуларно поларизованих зрака једнаких амплитуда. Ако индекси преламања, дакле брзине, лево и десно циркуларно поларизованих зрака нису једнаки (циркуларно двојно преламање) тада фаза једне компоненте предњачи у односу на другу што резултује у ротацији равни поларизације за исветан угао у односу на првобитну раван. 
Веза између угла ротације поларизационе равни и магнетног поља представља се релацијом:
{\displaystyle \beta ={\mathcal {V}}Bd}
где је
β угао ротације (у радијанима)
B магнетна индукција у смеру простирања светлости (у Теслама)
d дужина пута (у метрима) на којем долази до интеракције 
{\displaystyle {\mathcal {V}}} је Вердеова константа за дату средину. Ова емпиријска константа пропорционалности (у радијанима по Тесли по метру) зависи од таласне дужине и температуре и за различите материјале може се наћи у одговарајућим таблицама.
Позитивна Вердеова константа одговара L-ротацији (ротација супротоно од кретања казаљке на сату гледано дуж смера простирања зрака) и R-ротацији (ротација у смеру казаљке на сату). Ротација не зависи од смера магнетног поља, дакле, ротација се дуплира када се зрак пропуштан кроз материјал рефлектује назад.